# Pyroglossa pulcherrima
Pyroglossa pulcherrima är en skalbaggsart som beskrevs av Max Bernhauer 1901. Pyroglossa pulcherrima ingår i släktet Pyroglossa, och familjen kortvingar. Enligt den finländska rödlistan är arten nära hotad i Finland. Arten är reproducerande i Sverige. Artens livsmiljö är fjällhedar.